# Rugby strobet
Le rugby strobet est un jeu traditionnel breton arrangé, inspiré de la soule, et pratiqué dans le Pays Léon, en Finistère / Penn Ar Bed, en particulier au Gouel Lok Maze, au Drennec / An drenneg, l'avant dernier week-end du mois d'août, depuis les années 80, de 1985 environ à aujourd'hui. Le jeu était auparavant apparu au Drennec déjà dans une fête de quartier au lieu-dit Guiziou vers la fin des années 70. Dans les années 80, d'autres fêtes locales ont également accueilli des manifestations de Rugbi strobet dans le Pays Léon. Le festival FDTL (Fête de Ta Live), toujours à Lok Mazé, a également organisé un tournoi le dernier week-end d'août en 2010 et en 2011. Le sport a aussi été pratiqué en juin 2010 à Monterfil (Ille-et-Vilaine).

## Les règles
Il se joue sur un terrain rendu boueux ou une prairie naturellement très humide, sur laquelle est tracée un terrain rectangulaire d'une dizaine de mètres de large sur une vingtaine de mètres de long. Une piscine remplie d'eau, de 1,5 m de diamètre, est disposée de chaque côté du terrain, à un mètre devant la ligne délimitant la fin du terrain. Une ligne de démarcation est tracée à quelques mètres (à 5 m) de chacune des extrémités du terrain devant les piscines. Ces lignes servent à délimiter les zones de tir.
Le 'rugby strobet' se joue par équipe de 5 personnes (+ les remplaçants). Les équipes sont mixtes, et si possible avec la règle d'une fille minimum.
Les joueurs ont leurs pieds liés, à l'origine du nom du jeu, ('strobet' signifiant "empêtré" en breton), ce qui les oblige à sauter à pieds joints pour se déplacer.
Le but du jeu est de jeter ou aplatir le ballon (de rugby) dans la piscine adverse. Contrairement au rugby classique, les passes en avant sont autorisées. La seule contrainte pour marquer est de tirer à partir d'une zone de jeu délimitée par une ligne à cinq mètres de la ligne de fond du terrain. Il faut avoir passé cette ligne et être dans la zone adverse pour avoir le droit de marquer (en 2015 à Lok Maze, exceptionnellement, l'obligation de plaquer le ballon dans la piscine a été décidée). Les placages de l'adversaire lorsqu'il porte le ballon sont permis. Les mêlées spontanées qui peuvent s'ensuivre le sont aussi, dans la limite de la sportivité. Il ne faut pas écraser son adversaire et tenter de lui faire mal. Si elles durent trop longtemps, les mêlées sont interrompues. Dans ce cas, assez fréquent en cas de match accroché, le ballon est jeté entre deux joueurs adverses pour relancer le jeu ("entre deux").
En cas de faute ou de jeu non sportif ayant empêché un but, une sorte de pénalty peut être réalisé. Dans ce cas, le tireur se place à trois mètres de la piscine adverse, et un défenseur se place derrière sa piscine. Au coup de sifflet, les deux joueurs se retrouvent à "un contre un", jusqu'à interception du ballon par le défenseur ou but. Traditionnellement, il n'y a pas de place définie pour les joueurs, pas d'attaquant, pas de défenseur, pas de gardien. Tout le monde attaque. Tout le monde défend.
NB : A Lok Maze, vers 2010, une règle a été ajoutée, selon laquelle un but marqué par une femme (ou par une personne de moins de 14 ans) compte pour 2 points, mais cette règle ne fait pas partie des règles en vigueur pendant les 25 années précédentes. Consensuellement, elle a été abandonnée en 2015.
Un arbitre est nécessaire. La tradition à Lok Maze était de le jeter dans la rivière à la fin. Dans les années 80, le principal arbitre a été Jacky Bleunven. Celui-ci a disparu en février 1992 au Pakistan dans un tour du monde en courant.

## Equipes vainqueurs à Lok Maze
x années (de .... à .... dans les années 85-90 ) : Bâtisseurs de cathédrales, composée de membre de l'association Buhez Ha Plijadur E Lok Maze du Drennec et Plabennec. La chapelle de Lok Maze est alors en reconstruction, grâce aux bénévoles, dont Saig (Fanch) Jestin, qui sera en 2024 décoré de l'Ordre de l'Hermine.
Début des années 90 : plusieurs équipes très sportives avec notamment des joueurs de rugby de Plabennec et des sportifs de Lesneven et sa région (dont 2 jumeaux judoka)
x années (au moins 5 années dans les années 90, de ... à ...) : Porsdoun, composée de joueur-se-s du Dreneg et Plouguerneau
2012 : Copains comme cochons, composée de joueur-se-s de Plabennec et d'élèves d'une école (sans doute l'Ecole Supérieure d'Agriculture d'Angers) (et en 2011 ?)
2013 : La potion magique, composée de joueur-se-s du Drennec
2014 : pas de tournoi à Lok Maze car pas assez d'équipe.
2015 : Les chti au Drennec, composée de joueur-se-s du Drennec et de Lille 
2016 : pas de tournoi car pas assez de joueur-se-s 

## Photos

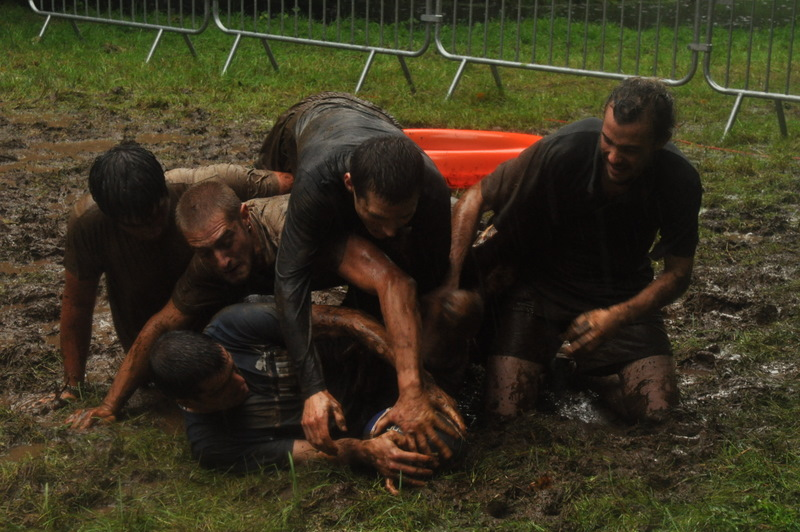
22 août 2010, rugbi strobet e Gouel Lok Maze e An Drenneg
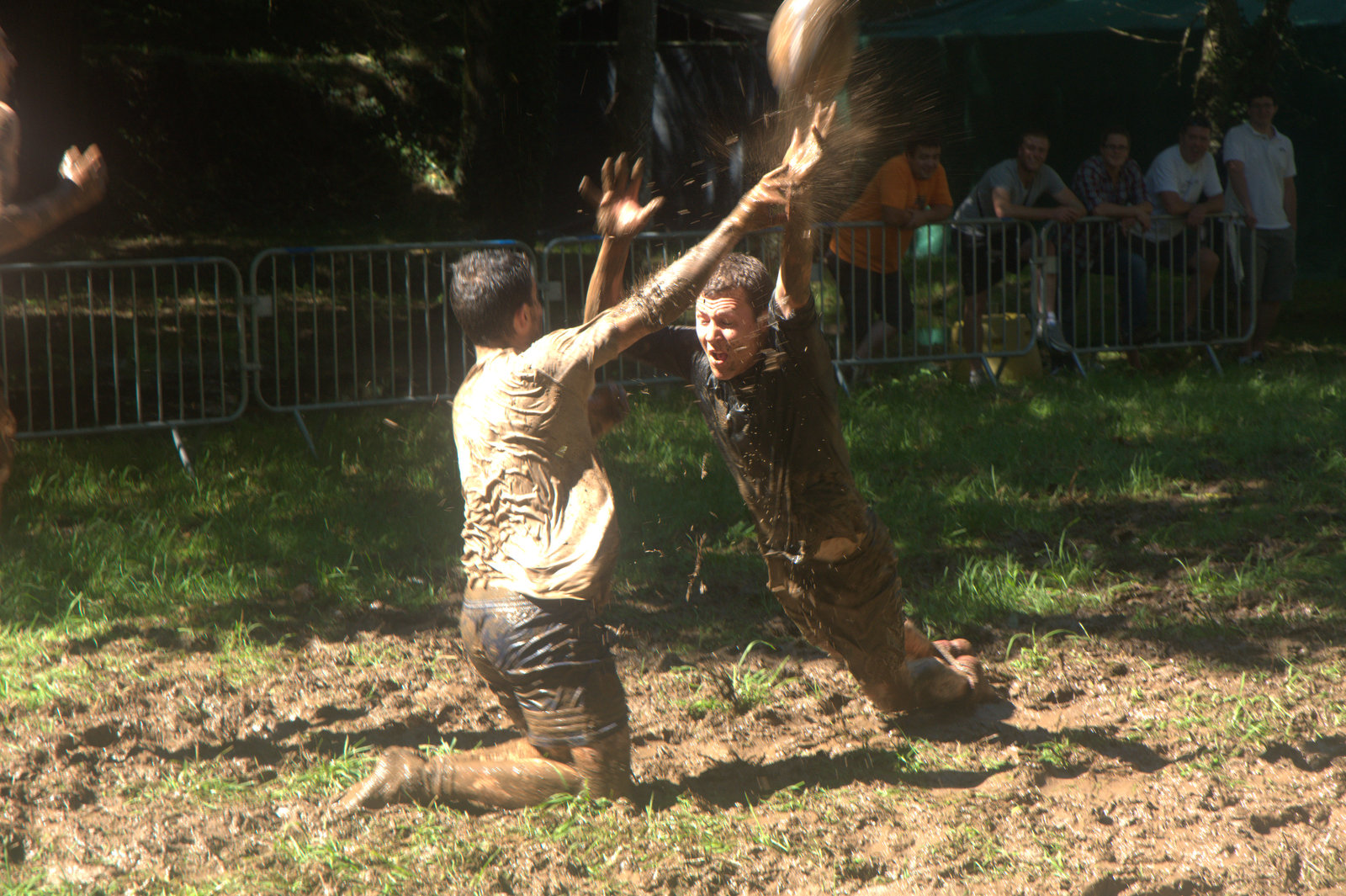
19 août 2012, rugbi strobet e Gouel Lok Maze e An Drenneg
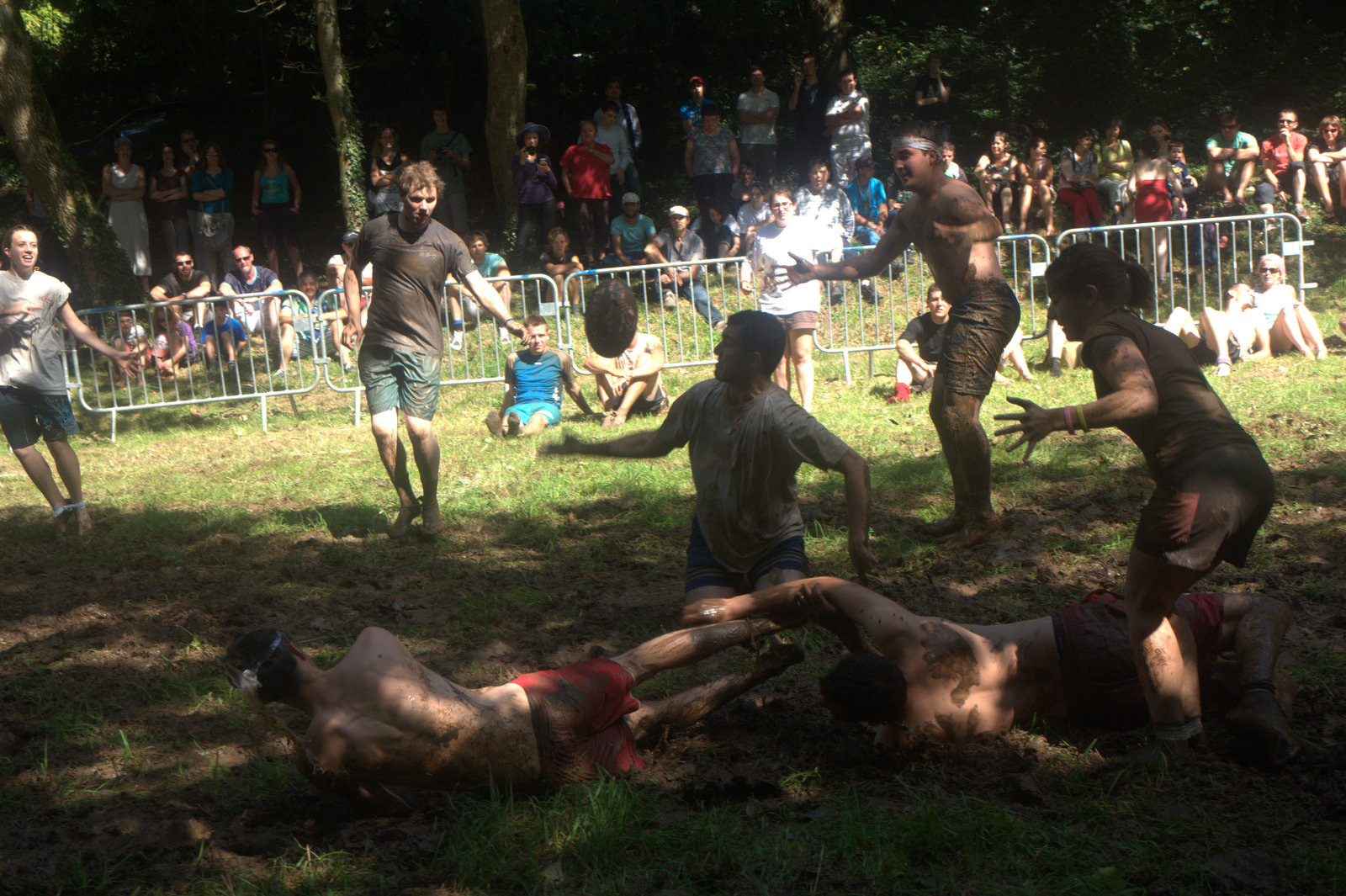
19 août 2012, rugbi strobet e Gouel Lok Maze e An Drenneg
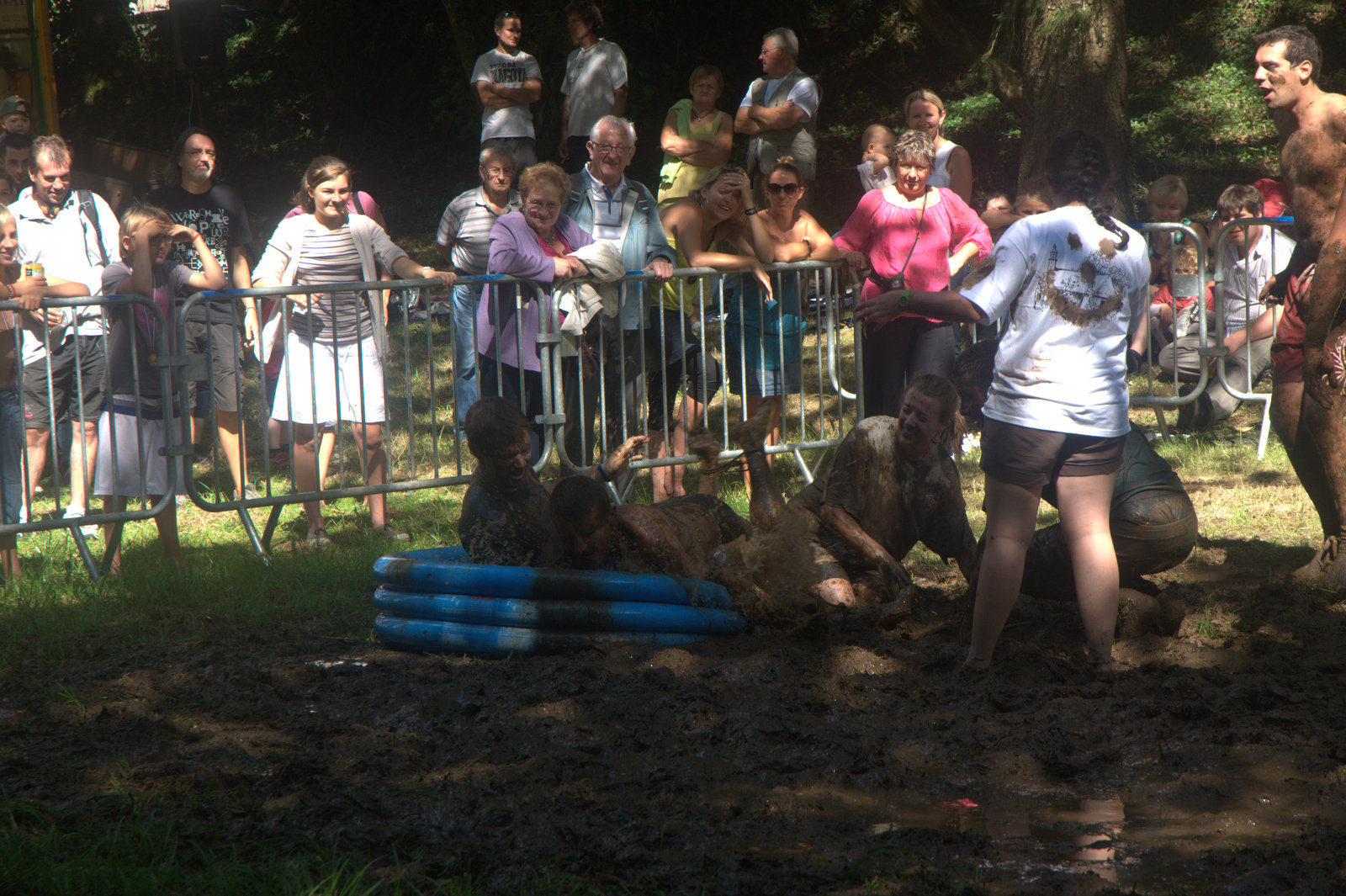
19 août 2012, rugbi strobet e Gouel Lok Maze e An Drenneg